# Police Service of Northern Ireland

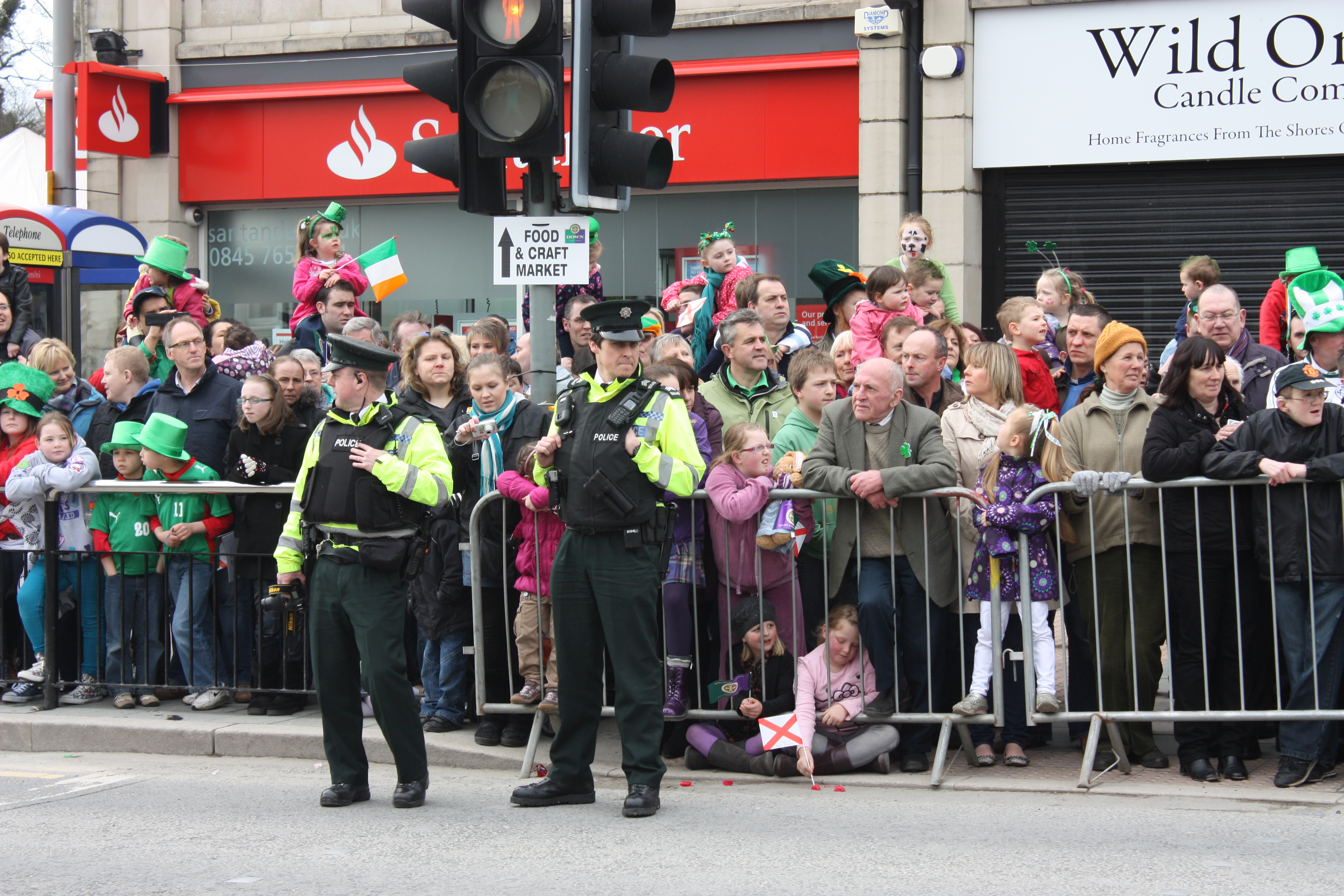
Agenti del Police Service of Northern Ireland in servizio durante la Festa di San Patrizio

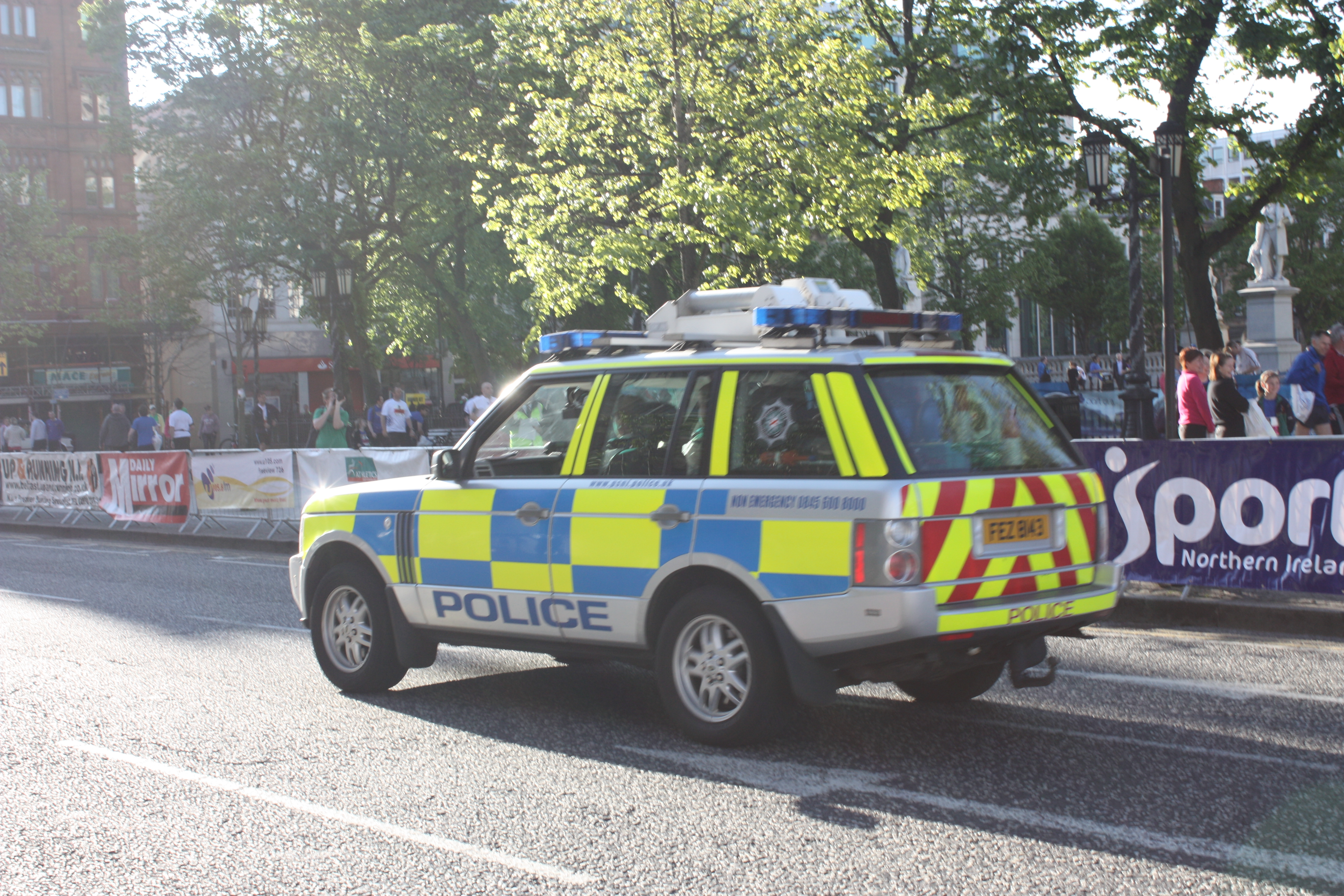
Macchina Range Rover di servizio del Police Service of Northern Ireland

Il Police Service of Northern Ireland (PSNI, in irlandese: Seirbhís Póilíneachta Thuaisceart Éireann, in scozzese dell'Ulster: Polis Service o Norlin Airlan, "Servizio di polizia dell'Irlanda del Nord") è il corpo di polizia dell'Irlanda del Nord che dal 2001, come parte dell'Accordo del Venerdì Santo, sostituisce la preesistente Royal Ulster Constabulary o "RUC" costituita per il 90% da protestanti unionisti e per questo invisa agli irredentisti irlandesi cattolici.
Ha origine nella Royal Ulster Constabulary (RUC), fondata il 1º giugno 1922 e trasformata nella polizia corrente dal 4 novembre 2001, attraverso il Police Act 2000.
La RUC, per essere intervenuta nei disordini civili del Paese è stata accusata di discriminazione e violazioni dei diritti umani, venendo contestata da una parte significativa della popolazione.

## Composizione
A seguito degli accordi di pace nel nuovo corpo di polizia per ogni nuovo assunto protestante-unionista vi doveva essere un nuovo assunto cattolico-irlandese (politica del 50-50): per effetto di questa nuova politica attualmente i protestanti sono scesi al 70%. Il rapporto tra il PSNI e la popolazione filo-irlandese, seppure migliorato, è ancora difficile e da alcune frange contrarie agli Accordi del Venerdì Santo i cattolici arruolati vengono considerati traditori e nel caso di Ronan Kerr addirittura uccisi il 2 aprile 2011 dalla Continuity IRA.

## Uniforme e simboli
Il colore della divisa del PSNI è verde. Lo stemma del PSNI ha la croce di San Patrizio su di esso e altri sei simboli. Sono la bilancia della giustizia, l'arpa, la torcia, il ramoscello d'ulivo, il trifoglio e una corona. La bandiera del PSNI è un distintivo al centro di un campo verde scuro.

## Divieti legali
Nel Regno Unito, dove il diritto è consuetudinario, ai membri del Partito Nazionale Britannico (BNP), del Combat 18 (C18) e del Fronte Nazionale Britannico è vietato unirsi alla polizia e ai servizi carcerari perché sospettati di essere collegati all'omicidio di immigrati e membri di minoranze etniche, e della pubblicazione della rivista Redwatch, con informazioni personali di oppositori politici e giornalisti.

## Capi della polizia
Ad oggi tale carica è stata ricoperta, sostanzialmente o temporaneamente, da sei persone:
| N° | Capo della polizia  | Inizio         | Fine           | Note |
| -- | ------------------- | -------------- | -------------- | --- |
| 1  | Sir Ronnie Flanagan | novembre 2001  | marzo 2002     | Capo della polizia in carica (dal 1996) del servizio durante il suo passaggio dalla Royal Ulster Constabulary al PSNI nel novembre 2001. |
| –  | Colin Cramphorn     | marzo 2002     | settembre 2002 | Capo della polizia ad interim |
| 2  | Sir Hugh Orde       | settembre 2002 | agosto 2009    | |
| –  | Judith Gillespie    | agosto 2009    | agosto 2009    | Capo della polizia ad interim |
| 3  | Sir Matt Baggott    | agosto 2009    | giugno 2014    | |
| 4  | Sir George Hamilton | giugno 2014    | giugno 2019    | |
| 5  | Simon Byrne         | giugno 2019    | settembre 2023 | Si dimette in seguito a numerose polemiche.                                                                                              |
| –  | Mark Hamilton       | settembre 2023 | ottobre 2023   | Capo della polizia ad interim |
| –  | Jon Boutcher        | ottobre 2023   | novembre 2023  | Capo della polizia ad interim |
| 6  | Jon Boutcher        | novembre 2023  | in carica      | |

## Insegne di grado

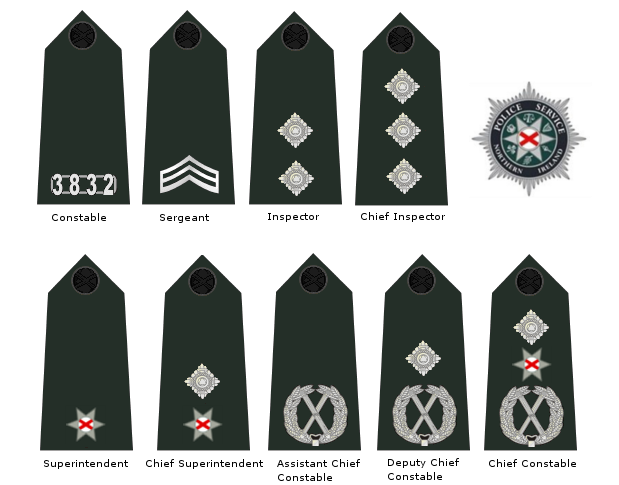